# Ozawa Junko
Ozawa Junko (小澤 純子, sinh ngày 7 tháng 12 năm 1973) là một cựu cầu thủ bóng đá nữ người Nhật Bản.

## Đội tuyển bóng đá nữ quốc gia Nhật Bản
Ozawa Junko thi đấu cho đội tuyển bóng đá nữ quốc gia Nhật Bản từ năm 1993 đến 1997.

## Thống kê sự nghiệp
| Nhật Bản  | Nhật Bản | Nhật Bản |
| Năm       | Trận     | Bàn      |
| --------- | -------- | -------- |
| 1993      | 4        | 0        |
| 1994      | 6        | 0        |
| 1995      | 5        | 0        |
| 1996      | 5        | 0        |
| 1997      | 1        | 0        |
| Tổng cộng | 21       | 0        |